# Арабский рис
Арабский рис, рис по-арабски или рис с вермишелью (араб. ٱلْأَرُزُّ بِٱلشُّعَيْرِيَّةِ‎ Al-Aruzz bi-sh-shu’ayriyyat) — традиционное приготовление риса на Ближнем Востоке, с добавлением слегка поджаренной вермишели. Метод приготовления риса известен как «пилаф», при котором рис получается бархатным, лёгким, и не слипается. Традиционно используется длиннозернистый рис, такой как басмати или жасмин, хотя короткозернистый рис, такой как испанский рис «бомба» или мисри («египетский»), также с успехом может использоваться. Как и коричневый рис.
Вермишель используется лучшего сорта, называемого şehriye в Турции, или shariyah (شعرية) в арабских странах, pastina или cappellini в Италии, cabello de angel в Испании. Это более тонкий вид, чем спагетти. В качестве жира обычно используется топлёное масло, гхи, называемое по-арабски samneh (سمنة). Если это невозможно, можно использовать обычное сливочное или оливковое масло. В базовый рецепт можно добавлять множество ингредиентов всех видов, в зависимости от каждого региона и даже кулинара: изюм и кедровые орехи, чеснок или лук, миндаль и т. д.
В арабском мире нет определённого термина, чтобы называть этот способ приготовления риса, так как это основной способ его приготовления. В египетском арабском языке он называется Rozz be el shyeriyah, и в ливанском арабском языке Rizz bi-sh-shʿayriyyeh, а точнее «рис с вермишелью». Он является основным продуктом, который сопровождает большинство блюд на Ближнем Востоке. Это не относится к Магрибу, так как в Северной Африке более распространён кускус.
Рис по-арабски также очень типичен для турецкой кухни, где он известен как şehriyeli pilavı. В некоторых источниках он также обозначается как «ливанский рис» или «рис по-египетски».

## Приготовление
Рис обжаривается на оливковом или топлёном масле. К нему добавляется вермишель, которая также недолго обжаривается. После этого в рис с вермишелью добавляется вода или куриный бульон, в соотношении 1:1, добавляются кедровые орехи, миндаль или чеснок. Рис накрывается крышкой и готовится на медленном огне, пока не будет готов (15-30 минут). Рецепты риса по-арабски могут немного различаться между собой.